# Canfrancesco della Scala
Canfrancesco della Scala (Verona, ca. 1385 – Rávena, 18 de octubre de 1399) fue un político y militar italiano, descendiente de los Scaligeri.

## Biografía

### Orígenes
Era hijo de Antonio I della Scala, último señor de Verona y de Samaritana da Polenta.
Tras la muerte de su padre en 1388, su madre lo llevó a Venecia. En 1390, Samaritana dio su consentimiento para que Canfrancesco se pusiera a disposición de unos rebeldes, liderados por Giovanni Acuto, mercenario a sueldo de los venecianos, para que Verona se alzara contra los Visconti. 

### Primer alzamiento
El 18 de junio de 1390, Verona se alzó y Canfrancesco fue proclamado señor de la ciudad, obligando a los Visconti a retirarse a sus castillos. La ciudad fue saqueada por las tropas mercenarias de los Visconti, al mando de Ugolotto Biancardo.

### Segundo alzamiento
En 1391, Francisco II de Carrara, Giovanni Acuto y Samaritana da Polenta intentaron por segunda vez alzar la ciudad. El ejército de los Scaligeri fue derrotado definitivamente en la batalla de Castagnaro en 1387, lo que también marcó el fin de su dominio.

### Exilio y muerte
Canfrancesco, con su madre y algunos de sus seguidores más leales, se refugió en Rávena con la familia Da Polenta, hasta que en 1399 murió envenenado, posiblemente por un pariente pagado por los Visconti.

## Sucesión
| Predecesor: Antonio I della Scala (1375-1387) | Señor de Verona 1390 | Sucesor: Guillermo della Scala (1404) |

- Datos: Q5032329